# Georges Boulanger
Georges Ernest Jean-Marie Boulanger (29 de abril de 1837 – 30 de setembro de 1891) foi um general e político francês que teve popularidade em janeiro de 1889 ao representar a ameaça de um golpe de Estado e o estabelecimento de uma ditadura. Com sua base de apoio nos distritos de trabalhadores de Paris e outras cidades, ele promoveu um nacionalismo agressivo dirigido contra a Alemanha.

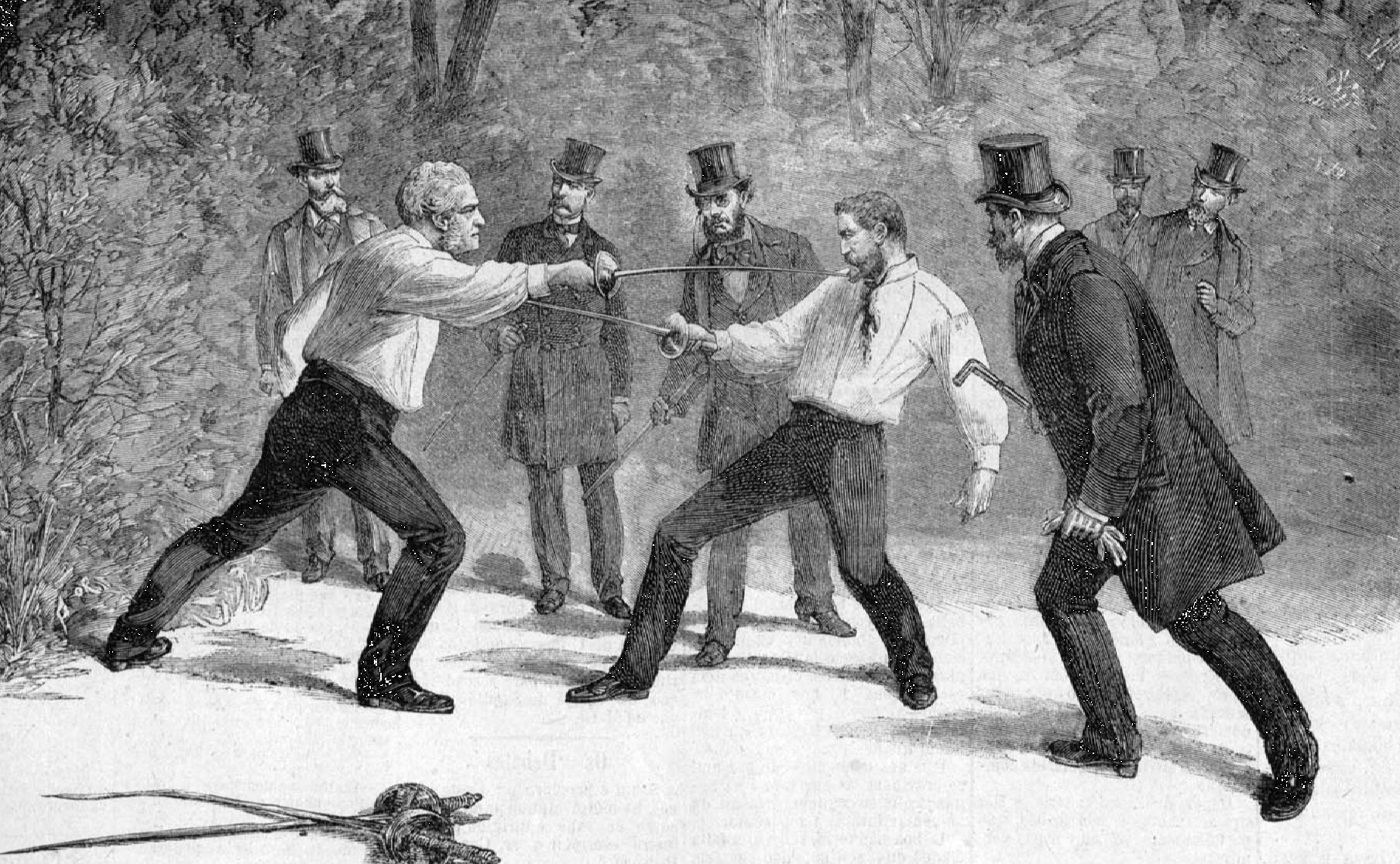
O duelo entre Charles Floquet e o General Boulanger em 1888, no "Diario Illustrado"

## Duelista político
Na sua era, duelos por questões de honra, e assim de política, não eram excepção.
Debateu-se então em duelo com vários de seus opositores, como os mais idosos Júlio Ferry e Charles Floquet, o último ferindo-o com uma estocada com alguma profundidade entre a veia jugular e a artéria carótida, resultando numa hospitalização de mais de uma semana.

## Exílio e morte
Tendo-se exilado em Jérsei, os seus apoiantes reduziram-se, e os Boulangistas foram derrotados nas eleições de 1889.

Em setembro de 1891, viaja para o Cemitério de Ixelles para se suicidar diante da sepultura da sua amante, Marguerite Brouzet, que havia falecido dois meses antes.

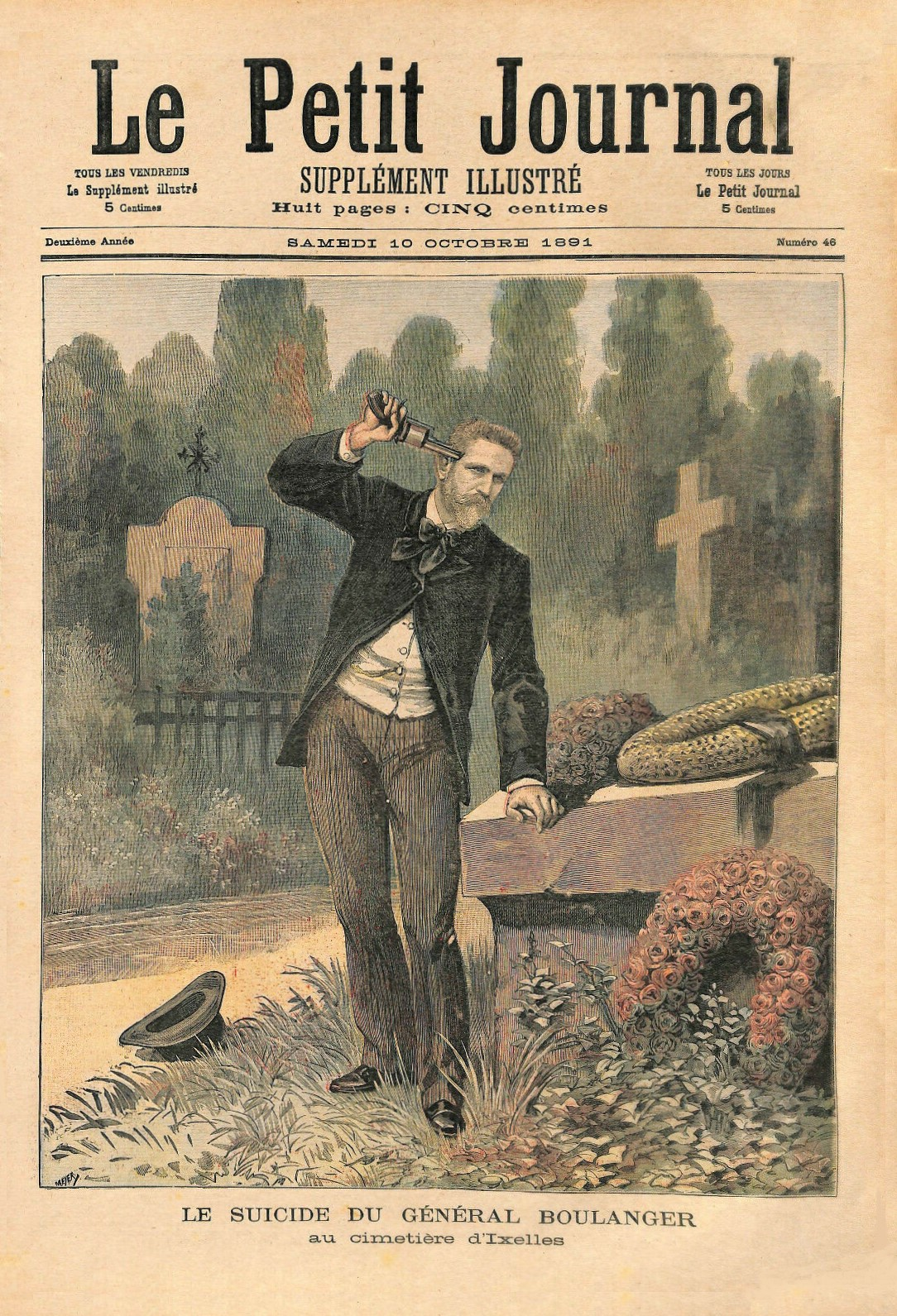
Suicídio do general, reporte do Le Petit Journal (10 de outubro de 1891)

## Espectro político
Até recentemente, o Boulangismo foi considerado um movimento de extrema-direita protofascista. No entanto, estudiosos nas últimas décadas têm argumentado que o movimento Boulangista representa mais frequentemente elementos da esquerda radical ao invés de extrema-direita. Como Jacques Néré diz: "Boulangismo foi antes de tudo um movimento popular de extrema-esquerda". Irvine diz que ele teve algum apoio realista mas que, "Boulangismo é melhor entendido como a coalescência das forças fragmentadas da esquerda". Esta interpretação faz parte de um consenso de que a direita radical francesa foi formada, em parte, durante a era Dreyfus por homens que tinham sido partidários Boulangistas da esquerda radical na década anterior.